# Großrosseln
Großrosseln (frz. Grande-Rosselle) ist eine Gemeinde im Regionalverband Saarbrücken und liegt rund zehn Kilometer westlich des Zentrums der saarländischen Landeshauptstadt Saarbrücken, direkt an der Grenze zu Frankreich.
Als Besonderheit beherbergt der Ortsteil St. Nikolaus ein Weihnachtspostamt.

## Geographie
Großrosseln liegt im Warndt an der Rossel, einem linksseitigen Zufluss der Saar, unmittelbar an der Grenze zu Frankreich. Der französische Nachbarort jenseits der Rossel heißt Petite-Rosselle (Kleinrosseln). Auf deutscher Seite grenzt die Gemeinde im Westen an die Mittelstadt Völklingen und im Norden an den Stadtteil Klarenthal der Landeshauptstadt Saarbrücken. Großrosseln ist der größte und bevölkerungsreichste Ortsteil innerhalb der Gemeinde.

### Ortsteile von Großrosseln
Folgende Ortsteile bilden die Gemeinde Großrosseln:
- Dorf im Warndt
- Emmersweiler
- Großrosseln
- Karlsbrunn
- Naßweiler
- St. Nikolaus

## Geschichte
In einer Urkunde aus dem Jahre 1290 wird „Rosseln“ im Zusammenhang mit der Schenkung des Patronatsrechtes einer Kapelle über die Kirche von „Rosseln“ erstmals erwähnt. Dies berechtigt zu der Annahme, dass Großrosseln schon 1290 eine größere Siedlung war. Schon früh fassten die Saarbrücker Grafen im Warndtwald, einem alten Königsgut, Fuß und stießen hier mit den Herren von Zweibrücken und Lothringen zusammen. Es kam immer wieder zu Kompetenzstreitigkeiten und Grenzzwischenfällen infolge unklarer Besitzverhältnisse. Gemeinschaftlicher Besitz der Grafen von Saarbrücken, von Lothringen, von Rixingen und Forbach sowie eines Blick von Lichtenberg wurde Großrosseln 1477. Die Vielherrschaft über das Dorf endete 1670, als der letzte kriechingische Anteil durch Vergleich an die Grafen von Saarbrücken überging.
In der zweiten Hälfte des Dreißigjährigen Krieges, etwa von 1634 bis 1648, hatte Großrosseln sehr zu leiden. Das Dorf wurde 1637 zerstört und die Überlebenden zogen weg. Erst 1696 kamen Einwanderer aus Tirol nach Großrosseln. In der Folgezeit wuchs der Ort wieder rasch an. Die Französische Revolution 1789 hinterließ auch hier ihre Spuren; Großrosseln kam unter die Herrschaft der 1. Französischen Republik und 1798 wurde die Mairie-Verfassung eingeführt.
Ein armes Bauerndorf blieb der Ort jedoch weiterhin, bis 1847/48 auf Kleinrossler Bann erste erfolgreiche Bohrungen nach Steinkohlen durchgeführt wurden.
Die Industrie brachte Großrosseln das Ende seiner wirtschaftlichen Not. 1900 besaßen 78 Prozent aller Familien ein Haus. 1907 bekam der Ort eine direkte Verbindung durch die neugebaute Eisenbahnlinie nach Saarbrücken, wodurch der wirtschaftliche Aufschwung erhalten blieb. Heute hat Großrosseln seinen bäuerlichen Charakter verloren und ist zur Wohn- und Industriearbeitergemeinde geworden. Landwirtschaft wird kaum noch betrieben.
Nach dem Ersten Weltkrieg kam das Saargebiet, das etwa 4/5 des nördlich gelegenen Gebietes des heutigen Saarlandes ausmachte, unter französische Besatzung. Im Zuge des Versailler Friedensvertrages vom 10. Januar 1920 wurde das Saargebiet erstmals als politisches Gebilde mit fest umrissenen Grenzen geschaffen und dem Völkerbund in Genf unterstellt. Nach einer Frist von 15 Jahren sollten die Bürger des Saargebietes frei über ihre zukünftige Zugehörigkeit entscheiden dürfen. Bei der Abstimmung am 13. Januar 1935 entschieden sich 90,8 % der Saarbevölkerung für die Rückgliederung an Deutschland, welche am 1. März 1935 vollzogen wurde.
Nach dem Zweiten Weltkrieg kam das mittlerweile als Saarland bezeichnete Gebiet wiederum unter französische Besatzung und wurde am 17. November 1947 eine autonome Region in den heutigen Grenzen. Nach einer erneuten Volksabstimmung am 23. Oktober 1955, bei der es diesmal um die Annahme oder Ablehnung des Saarstatutes ging, also um den politischen Status quo oder nicht, entschieden sich überraschenderweise 67 % der Bevölkerung gegen die Annahme des Saarstatutes, dies wurde de facto als Votum für eine Rückgliederung an Deutschland gewertet, was im Referendum als solches eigentlich gar nicht vorgesehen war. Deutschland und Frankreich traten alsbald in Verhandlungen ein, infolgedessen trat das Saarland gemäß Artikel 23 GG dem Geltungsbereich des Grundgesetzes bei und wurde am 1. Januar 1957 als zehntes Bundesland politisch an die Bundesrepublik Deutschland angeschlossen. Die wirtschaftliche (oft auch als „die eigentliche“ bezeichnete) Rückgliederung erfolgte am 6. Juli 1959 („Tag X“).
Am 1. April 1964 wurde die Gemeinde Dorf im Warndt durch Ausgliederung aus den Gemeinden Großrosseln, Karlsbrunn und Ludweiler neu gebildet.
Seit 1966 besteht mit der französischen Nachbargemeinde Petite-Rosselle eine Partnerschaft.
Anlässlich der saarländischen Gebiets- und Verwaltungsreform, die am 1. Januar 1974 in Kraft trat, kamen die bis dahin eigenständigen Gemeinden Dorf im Warndt, Emmersweiler, Karlsbrunn, Naßweiler und Sankt Nikolaus zu Großrosseln.

### Einwohnerentwicklung
| Großrosseln: Einwohnerzahlen von 1961 bis 2024 | Großrosseln: Einwohnerzahlen von 1961 bis 2024 | Großrosseln: Einwohnerzahlen von 1961 bis 2024 | Großrosseln: Einwohnerzahlen von 1961 bis 2024 | Großrosseln: Einwohnerzahlen von 1961 bis 2024 |
| ---------------------------------------------- | ---------------------------------------------- | ---------------------------------------------- | ---------------------------------------------- | ---------------------------------------------- |
| Jahr                                           |                                                |                                                |                                                | Einwohner                                      |
| 1961                                           | 1961                                           |                                                | 4.214                                          | 4.214                                          |
| 1970                                           | 1970                                           |                                                | 4.175                                          | 4.175                                          |
| 2005                                           | 2005                                           |                                                | 9.089                                          | 9.089                                          |
| 2012                                           | 2012                                           |                                                | 8.264                                          | 8.264                                          |
| 2015                                           | 2015                                           |                                                | 8.048                                          | 8.048                                          |
| 2024                                           | 2024                                           |                                                | 7.835                                          | 7.835                                          |
|                                                |                                                |                                                |                                                |                                                |

## Politik

### Gemeinderat
Der Gemeinderat mit 27 Sitzen setzt sich nach der Kommunalwahl vom 9. Juni 2024 wie folgt zusammen:
- SPD: 11 Sitze (−1)
- CDU: 13 Sitze (+1)
- AfD: 3 Sitze (+1)
- LINKE: k. A. (−1)

### Bürgermeister
- 2003–2011: Peter Duchene (CDU)
- 2011–2019: Jörg Dreistadt (SPD)
- ab Oktober 2019: Dominik Jochum (CDU)

### Gemeindepartnerschaften
- Kleinrosseln unmittelbar jenseits der Grenze, Rossbrücken und Morsbach, alle in Lothringen, Frankreich[6]

## Wirtschaft und Infrastruktur
- Bergbau (Das Steinkohlenbergwerk Warndt wurde 2006 stillgelegt).
- Juchem-Tochter Megro GmbH & Co. KG (Schälmühle)

## Kultur
Ende April 2006 fand im Ortsteil Dorf im Warndt, im Warndtschacht des ehemaligen Steinkohlenbergwerkes Warndt, das Mystic Festival statt.
Bei diesem Musikfestival traten Bands wie Letzte Instanz, Faun, Welle: Erdball und Theatre of Tragedy auf.
Regelmäßig finden in der Rosseltalhalle in Großrosseln hochwertige Veranstaltungen, u. a. mit Gunni Mahling und dem Erz-Rock-Festival statt. Aber auch Messen, wie der Tag der Sicherheit, die Gesundheitsmesse, die Gewerbemesse und die Messe für Hochzeit und Festlichkeiten.
Am Jagdschloss Karlsbrunn und dem angrenzenden Forstgarten, der zu dem Projekt „Gärten ohne Grenzen“ gehört, finden Kleinveranstaltungen und Lesungen, aber auch geführte Themenwanderungen statt. Auch Hochzeiten sind hier buchbar.
- Zweites Wochenende im November: Präsentations- und Verkaufsausstellung „WarndtProdukte genießen“ in Karlsbrunn.
- Im Dezember finden die Feierlichkeiten rund um den Nikolaus statt. Mit Nikolausempfang, Sonderpostamt (mit eigener Postleitzahl) und Nikolausmarkt.

## Persönlichkeiten

### Mit Großrosseln verbunden
- Blandine Merten (1883–1918, Maria Magdalena Merten) wirkte in den Jahren 1907/1908 in Großrosseln als Lehrerin
- Heinrich Richard Schmidt (* 1952), Historiker, Hochschullehrer, in Großrosseln geboren
- Leo Stefan Schmitt (* 1952), Politiker (SPD, Die Linke), in Großrosseln geboren
- Thomas Wollscheid (* 1958), Journalist und Sportreporter beim Saarländischen Rundfunk
- Christian Weber (* 1983), ehemaliger Fußballspieler, u. a. bei Fortuna Düsseldorf und MSV Duisburg, wuchs im Ortsteil Emmersweiler auf.
- Hendrick Zuck (* 1990), Fußballspieler beim 1. FC Kaiserslautern (auch Eintracht Braunschweig und SC Freiburg), wuchs hier auf.
- Manuel Zeitz (* 1990), Fußballspieler beim 1. FC Saarbrücken (auch 1. FC Nürnberg, SC Paderborn 07 und Energie Cottbus), wuchs hier auf.

### Ehrenbürger
- Werner Weiter
- Pater Alfons Müller

### Träger der Verdienstmedaille des Verdienstordens der BRD
- Christel Schmitt, Dorf im Warndt
- Wilhelm Wagner, Karlsbrunn (2007)
- Manfred Hayo, Großrosseln (2010)
- Edmund Allard, Emmersweiler (2010)
- Ingeburg Boldorf, Großrosseln (2011)
- Ramon Gallelli, Dorf im Warndt (2012)
- Gertrud Herth, Karlsbrunn (2012)
- Doris Hahn, Großrosseln (2013)
- Gisela Bohlender, Emmersweiler (2013)
- Hans-Georg Schneider (2015)
- Günter Wollscheid (2023)
- Hans-Werner Franzen (2024)

## Galerie

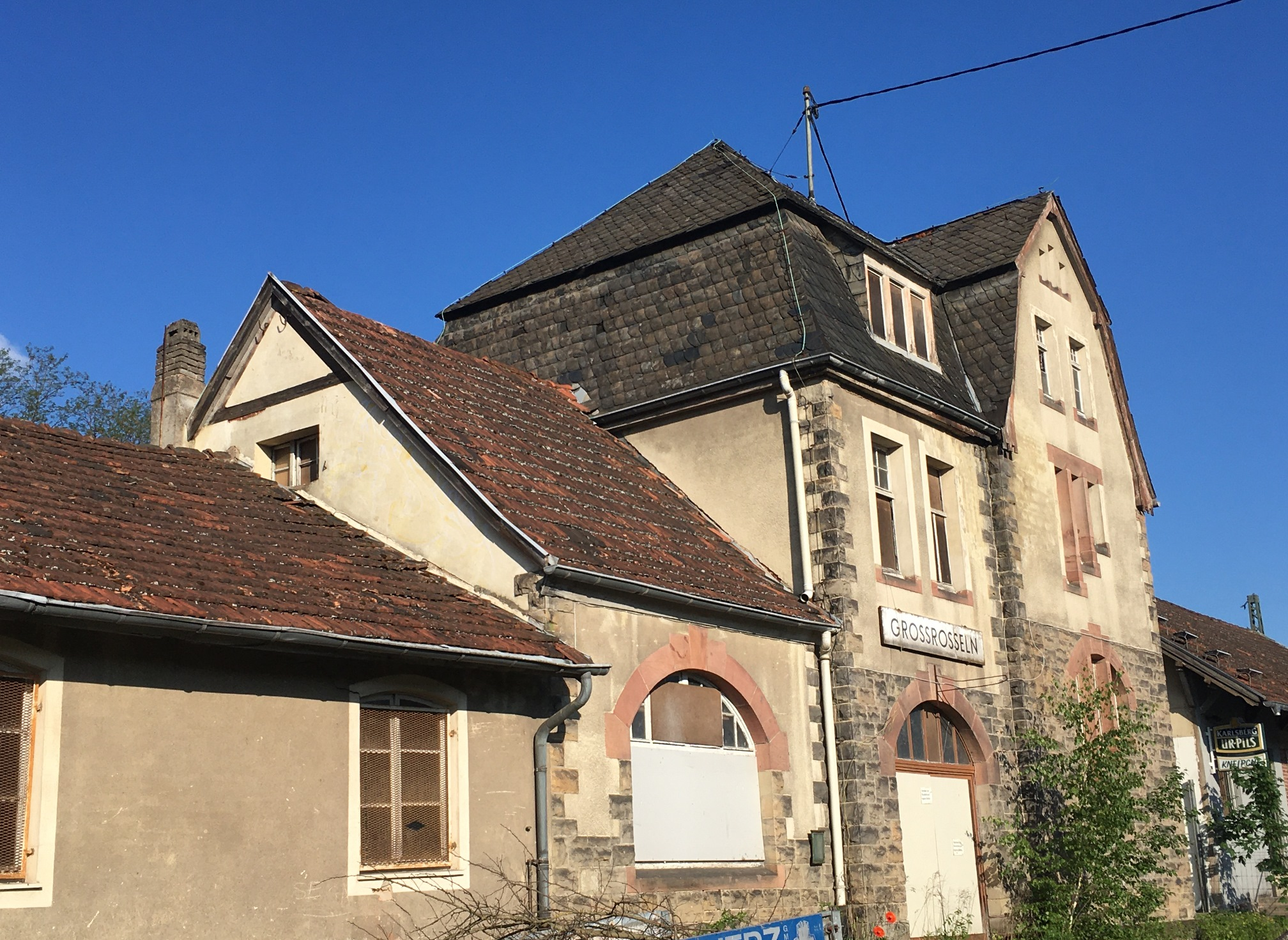
Alter Bahnhof Großrosseln
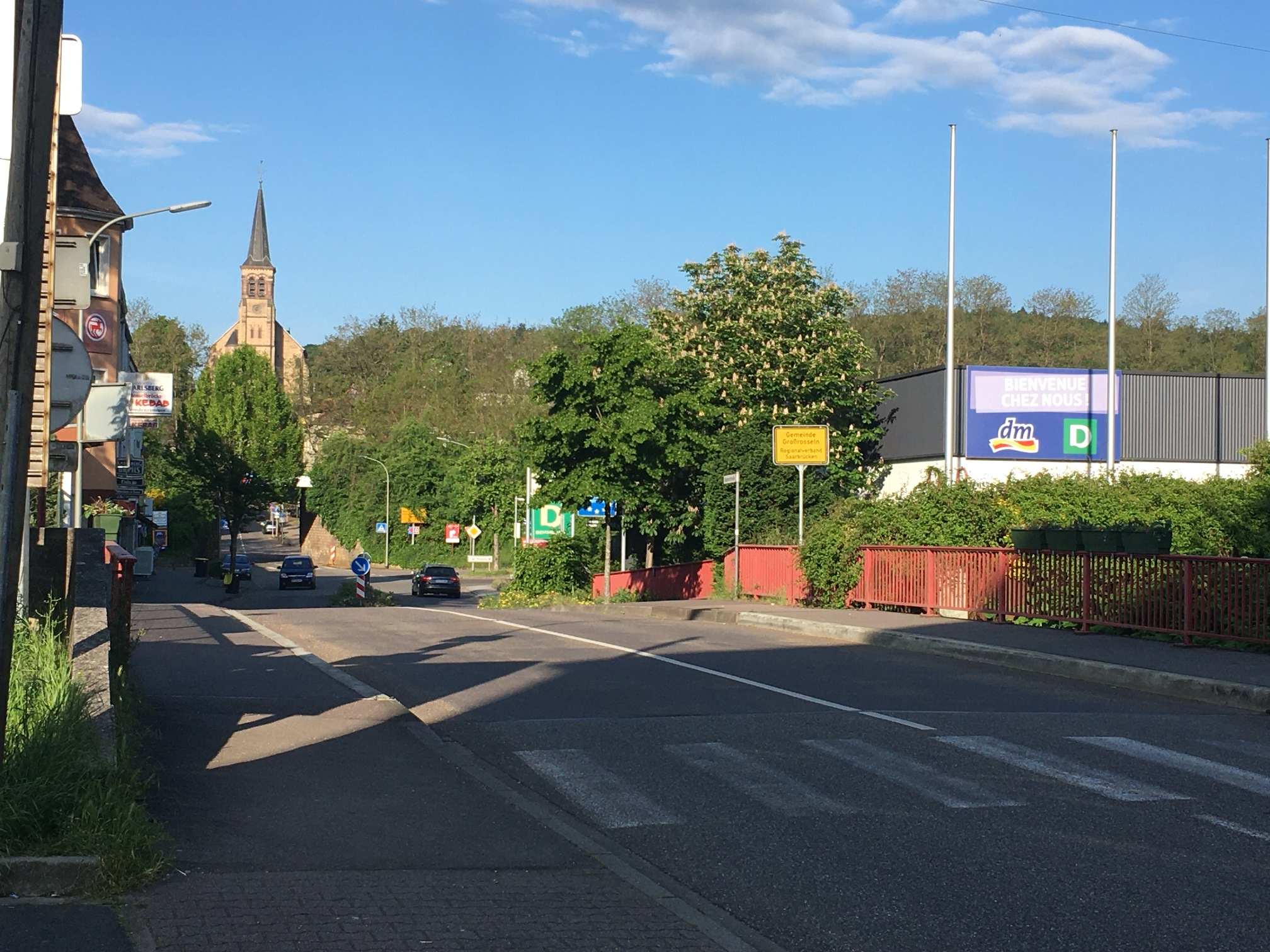
Grenzübergang Petite-Rosselle – Großrosseln
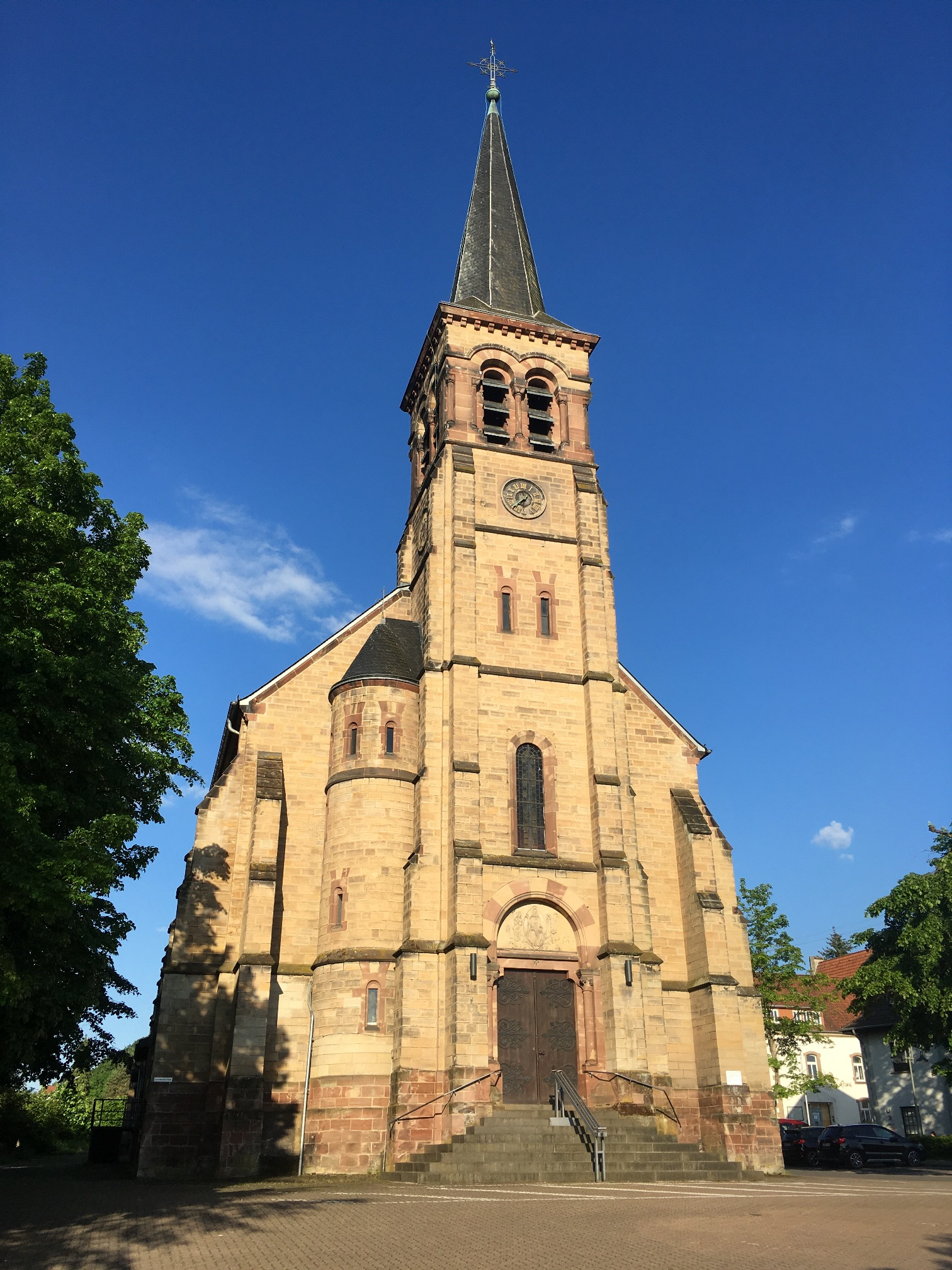
Katholische Kirche St. Wendalinus Großrosseln
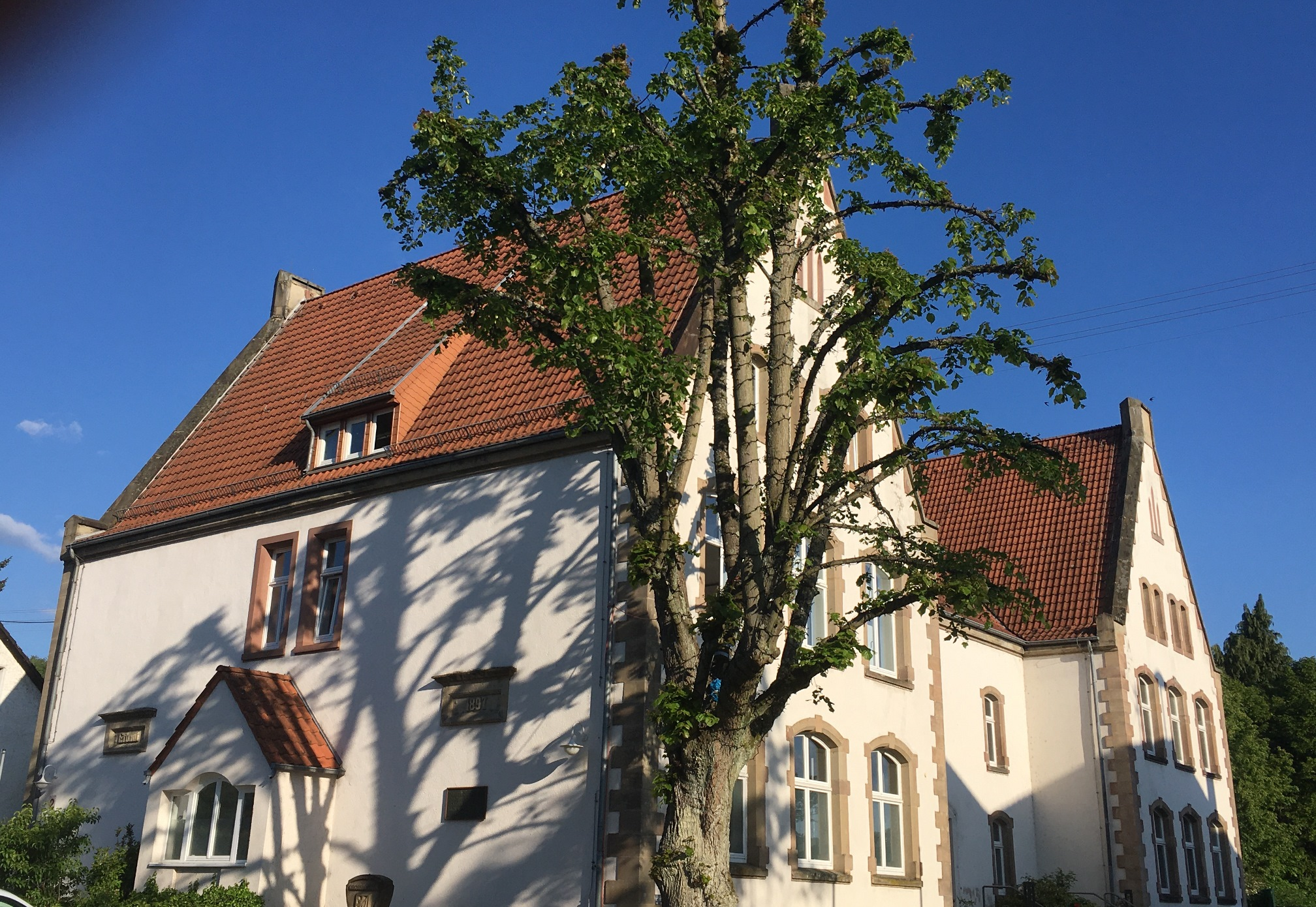
Rathaus Großrosseln
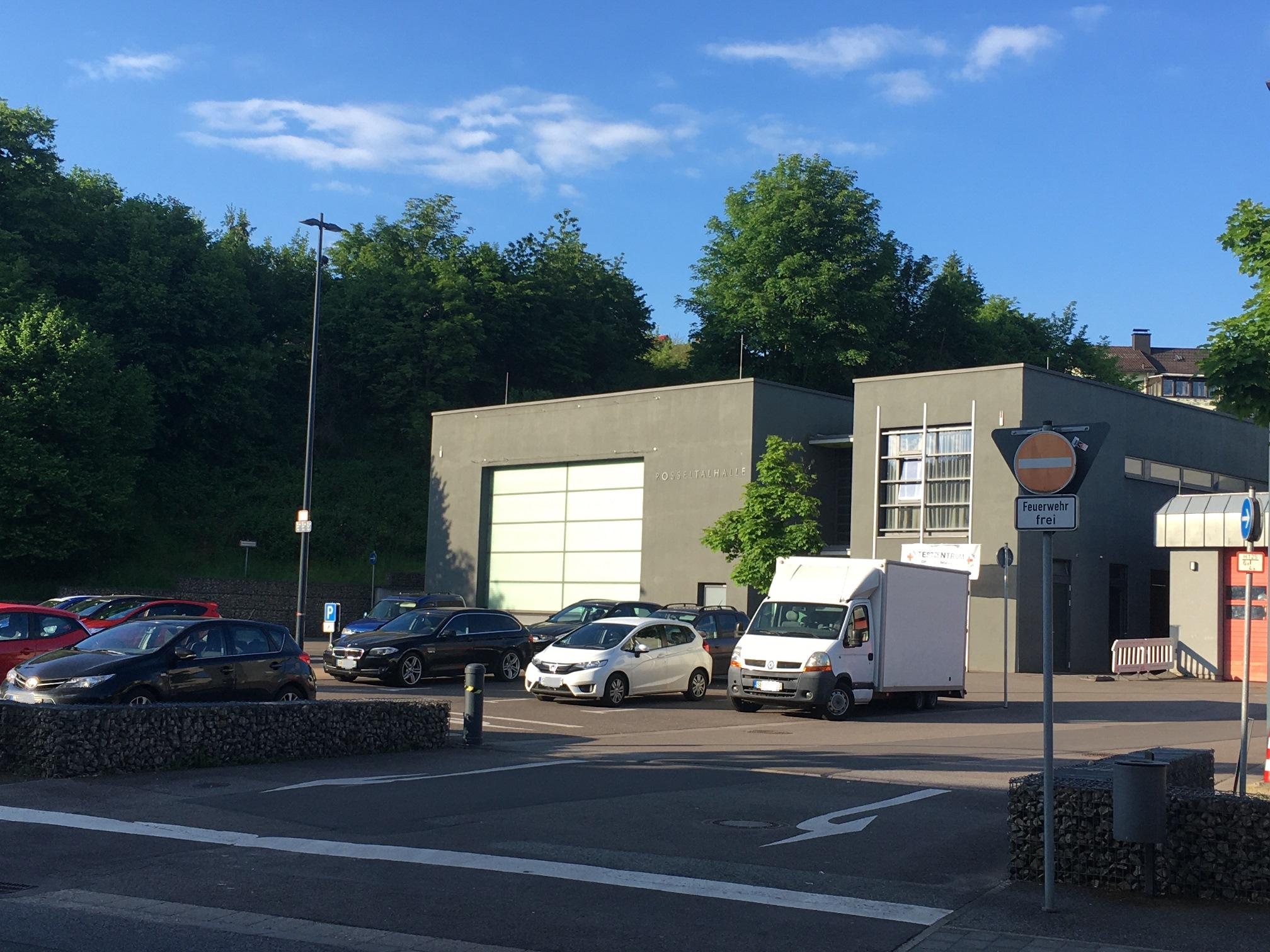
Rosseltalhalle Großrosseln
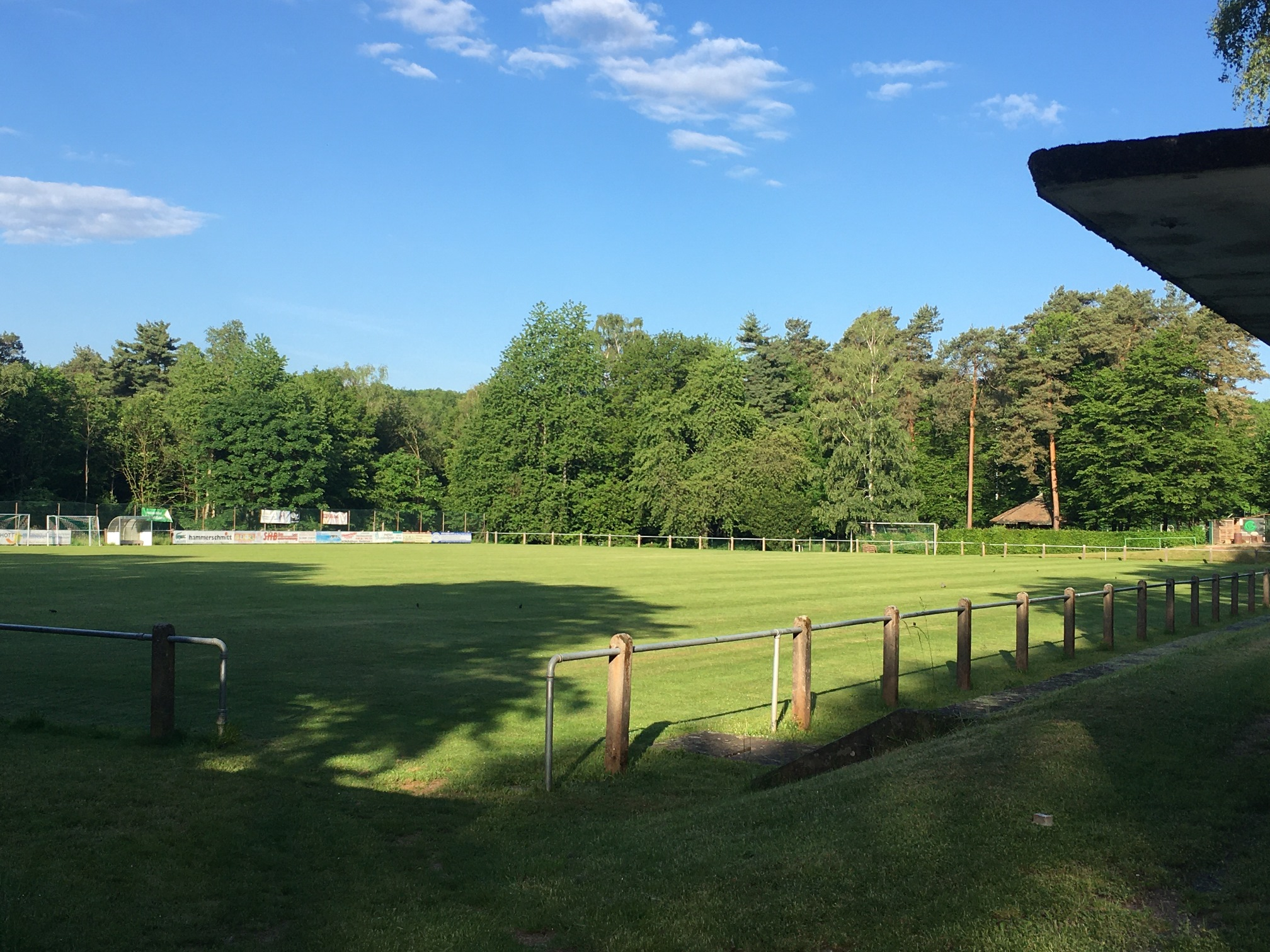
Sportplatz Nachtweide Großrosseln